# Origo Gentis Langobardorum
Origo Gentis Langobardorum (от латински.: Произход на рода на лангобардите) e германско предание (Sage), написано през 7 век по устни разкази. В него се разказва за произхода на германското племе на лангобардите и служи като извор на Historia gentis Langobardorum на италианския историк и поет Павел Дякон (Origo gentis).
Според „Origo“ лангобардите живеят първо в Скандинавия и се наричат още винили. По преданието лангобардите отиват, водени от Ибор и Айо, на Долна Елба, където влизат в конфликт с вандалите. Тогава, така се разказва в преданието, Богът Водан, в който вярват вандалите, обещава победа на този, който на сутринта на битката първи се появи пред него. Фреа дава нареждане на жените на винилите да се строят рано сутринта и да вържат дългите си коси пред лицето като бради. Сутринта Фреа става рано и обръща леглото на Водан към изток и когато той се събужда вижда винилките и пита очуден: Кои са тези дългобради? Тогава Фреа отговаря: Ти им даде името, тогава им дай победата! Така винилите побеждават вандалите и започват да се наричат лангобарди (дългобради).